# 切西奥
切西奥，是意大利因佩里亚省的一个市镇。总面积8.92平方公里，人口280人，人口密度31.4人/平方公里（2009年）。ISTAT代码为008018。